# رجینالد پانت
رجینالد پانت (به انگلیسی: Reginald Punnett) (زاده ۲۰ ژوئن ۱۸۷۵ – درگذشته ۳ ژانویه ۱۹۶۷) ژنتیک‌دان بریتانیایی بود که در سال ۱۹۱۰ مجله ژنتیک را به همراه ویلیام باتسون بنیان‌گذاری کرد. پانت امروزه احتمالاً بیشتر به خاطر خلق مربع پانت به یاد آورده می‌شود. این مربع وسیله‌ای است که توسط زیست‌شناسان برای پیش‌بینی احتمال ژنوتیپ فرزندان استفاده می‌شود. گاهی‌اوقات گفته می‌شود کتاب او مندلیسم (۱۹۰۵) اولین کتابی است که در مورد ژنتیک نوشته شده‌است و احتمالاً اولین کتاب علم به زبان ساده است که ژنتیک را به عموم معرفی می‌کند.